# ZONE (ゲーム機)
ZONEとは、イギリスのUltimate Products Ltd.が販売しているゲーム機のシリーズ。任天堂の贋作のような外観であるがセガのライセンスを受けている。
セガが販売したZONEのバリエーションであるSega Mega Drive Reactorについても記述する。

## 概要
モーションコントローラーが付属する、体感型ゲーム機である。同世代のゲーム機とは違い、16ビット級または32ビット級のシステムを採用している。メディア交換式のシステムを採用したゲーム機とは違い、ゲームは内部メモリに直接書き込まれている。
Zoneはもともと中国のJungletac（叢林互動科技）が開発した物で、中国ではkensington（京仕敦）のViiなどとして販売されており、そのバリエーションのひとつとして欧米で販売されたものがZoneである。ZoneはイギリスでUltimate Productsから販売されており、Reactorは北米でセガとAtGamesから販売されている。
内蔵されているゲームは既存のゲームと酷似したものが多く、いずれの機種も任天堂のゲーム機によく似た外観をしており、また採用されている体感型コントローラーはWiiリモコンと酷似しているなど、いかにも任天堂のパチモノ機のようであるが、これにセガが正式なライセンスを与えたものがSega Mega Drive Reactorであり、メガドライブのソフトが収録されている。
パチモノに厳しく対処する任天堂に対して、セガのライセンスはとても緩く、どう見てもパチモノにしか見えないハードに正式ライセンスを与えていることがあり、これはそのような製品が欧米でも発売された珍しい例である。

## 機種一覧

### Zone
初代機。7本のスポーツゲームが内蔵されている。NINTENDO 64に似た外観をしている。

### Zone 40
40本のゲームが内蔵されており、2つのモーションコントローラーが付属している。後述のZone 60の発売に合わせ、Zone 60と似た形状（つまりWiiに酷似した形状）にモデルチェンジされた。

### Zone Mini
35のゲームが内蔵されている。 持ち運びに便利なように小型化されたバージョン。

### Zone 60
Zone 40の後継機。2つのモーションコントローラーと、野球用、テニス用、ゴルフ用の３つのアタッチメントが付属している。パッケージによると、"32bit級"の体感ゲームが11本、"16bit級"の普通のゲームが49本、あわせて60本のゲームが内蔵されている。ちなみに内蔵ゲームはZone 40と全く被っていない。Wiiに似た外観をしている。

### Fusion
30本のゲームが内蔵された携帯ゲーム機。十字キーではなくジョイスティック型の方向キーを採用している。

### SEGA ZONE
後述のREACTORのプロトタイプ機として発表されたバージョンであり、市販はされていない。任天堂のWiiに酷似した外観と、Wiiリモコンに酷似したコントローラーを採用していながら、パッケージにはソニック・ザ・ヘッジホッグが描かれ、SEGAのロゴが大きく刻印されている。

### Reactor
2010年に発売された、Zone 40のバリエーション。Zone 40に内蔵されていた16本の体感スポーツゲームに、セガが製作したメガドライブ用ゲームが20本と、TecToy（ブラジルのセガ代理店）とAtGames（中国のセガ代理店）が製作したメガドライブ用ゲームが14本、あわせて50本のゲームが内蔵されている。

### Sega Mega Drive Reactor
中国のATGamesが製造し、セガが販売したバージョンのReactor。外観はやはりWiiに似ているが、メガドライブをイメージした黒い塗装となった。本体にMega DriveのロゴとATGamesのロゴが刻印されている。